# Jean-Gaspard-Ferdinand Marchin
Jean-Gaspard-Ferdinand Marchin o (Marsin) comte de Granville (Huy, 1601 – Spa, 1673) fou un militar való dels Països Baixos espanyols.

## Biografia
Amb tretze anys Marchin es va allistar al regiment de Joan t'Serclaes de Tilly i va lluitar a la Guerra dels Trenta Anys (1618 – 1648) amb l'exèrcit imperial a Alemanya; més tard va estar sota el mandat de Lluís II de Borbó-Condé. Amb l'esclat de la Guerra dels Segadors (1640 – 1652) va ser ascendit a tinent general i posteriorment nomenat lloctinent de l'exèrcit francès de Catalunya, amb el qual participà en el setge de Tortosa (1648). Durant la Guerra Civil de la Fronde (1650 – 1653) va restar al costat de Lluís II de Borbó-Condé contra el rei Lluís XIV de França, fet que li costà l'empresonament a Perpinyà durant 13 mesos. Tanmateix el 1651 fou rehabilitat i nomenat lloctinent interí de Catalunya. Amb la fi de la Guerra dels Segadors, Marchin, com feu Condé, rebutjà l'amnistia i se n'anà a Castella on Felip IV el nomenà comandant de companyia del seu exèrcit.
El 1658 Carles II d'Anglaterra i d'Escòcia el va nomenar cavaller de l'Orde de la Lligacama i entre 1663 i 1664 va participar en la desastrosa campanya final de la Guerra de Restauració Portuguesa a les ordres de Joan Josep d'Àustria. Durant la Guerra de Devolució (1667 – 1668) contra França va liderar les tropes espanyoles a les Províncies Unides. Llavors Marchin es va retirar a la seva propietat del Castell de Modave (Modave), on es va gastar tota la seva fortuna en la restauració de l'edifici, que va durar 15 anys.

## Descendents
Marchin es va casar amb Marie de Balzac d'Entragues, filla del marquès de Clermont, conseller al rei de França. Van tenir dos fills:
- Ferdinand de Marsin (1651 – 1706), mariscal de França, mort al setge de Torí (1706).
- Agnes de Marsin, mort jove.